# Guillaume Canet
Guillaume Canet (født 10. april 1973) er en fransk skuespiller, filminstruktør og manuskriptforfatter.
Canet startede sin karriere i teater og på tv inden han begyndte at være med i spillefilm. Han har været med i flere film såsom Joyeux Noël, Love Me If You Dare og The Beach.